# Campeonato Carioca de Futebol de 2011 - Série C
O Campeonato Carioca da Série C de 2011 foi a 31ª edição da terceira divisão do campeonato estadual de futebol profissional do Rio de Janeiro. A competição foi organizada pela Federação de Futebol do Estado do Rio de Janeiro (FERJ).

## Regulamento
Na primeira fase, os times jogaram entre si, em turno e returno, classificando-se para a próxima fase as 16 equipes assim definidas:  
- As vencedoras de cada um dos grupos.  
- As de melhor índice técnico dentre as classificadas em segundo lugar de cada grupo, em número necessário para completar o total de 16 equipes.  
- As de melhor índice técnico dentre as classificadas, respectiva e sucessivamente em terceiro, quarto, quinto e sexto lugar de cada grupo, em número necessário para completar o total de 16 equipes.  
Na segunda fase, essas equipes foram distribuídas em 4 grupos (I, II, III e IV), formados por 4 equipes cada um. Elas jogaram entre si em turno e returno dentro do grupo, classificando-se as 2 primeiras de cada um.  
Na terceira fase, as equipes foram divididas em dois grupos de quatro, jogando em turno e returno dentro do grupo e classificando-se as duas primeiras de cada um.  
Na quarta fase, as equipes foram divididas em dois grupos de dois, jogando em turno e returno dentro do grupo.  
Na quinta fase, as vencedoras da fase anterior disputaram a final em dois jogos, e as perdedoras disputaram o terceiro lugar, também em dois jogos.

### Critério de desempate
Para o desempate entre duas ou mais equipes segue-se a ordem definida abaixo:
1. Número de vitórias
2. Saldo de gols
3. Gols marcados
4. Número de cartões amarelos e vermelhos
5. Sorteio

## Equipes participantes
| Equipe                  | Cidade                | Em 2010         | Estádio                      | Capacidade | Títulos            |
| Itaboraí                | Itaboraí              | 6° da Série C   | Alziro de Almeida            | 2.000      | 0 (não possui)     |
| América de Três Rios    | Três Rios             | 1° participação | Tiezão                       | 2.000      | 0 (não possui)     |
| Apollo                  | Arraial do Cabo       | 1° participação | Hermenegildo Barcelos        | 5.000      | 0 (não possui)     |
| Arraial                 | Arraial do Cabo       | 1° participação | Hermenegildo Barcelos        | 5.000      | 0 (não possui)     |
| Barcelona-RJ            | Rio de Janeiro        | 16° da Série C  | Louzadão                     | 6.000      | 0 (não possui)     |
| Bela Vista              | São Gonçalo           | 1° participação | Jair Pereira da Silva        | 2.000      | 0 (não possui)     |
| Búzios                  | Búzios                | 1° participação | Municipal de Búzios          | 500        | 0 (não possui)     |
| Campo Grande            | Rio de Janeiro        | 7° da Série C   | Ítalo del Cima               | 18.000     | 0 (não possui)     |
| Canto do Rio            | Niterói               | 18° da Série C  | Caio Martins                 | 12.000     | 0 (não possui)     |
| Carapebus               | Carapebus             | 1° participação | Antônio Carneiro             | 1.500      | 0 (não possui)     |
| Condor AC               | Queimados             | 1° participação | Nivaldo Pereira              | 250        | 0 (não possui)     |
| Duquecaxiense           | Duque de Caxias       | 9° da Série C   | Mestre Telê Santana da Silva | 2.000      | 0 (não possui)     |
| Futuro                  | Niterói               | 19° da Série C  | José Alvarenga               | 4.000      | 0 (não possui)     |
| Goytacaz                | Campos dos Goytacazes | 17° da Série B  | Ary de Oliveira              | 15.000     | 0 (não possui)     |
| Juventus                | Rio de Janeiro        | 12° da Série C  | Louzadão                     | 6.000      | 0 (não possui)     |
| Mangaratibense          | Mangaratiba           | 23° da Série C  | José Maria de Brito Barros   | 1.000      | 0 (não possui)     |
| Nilópolis               | Nilópolis             | 17° da Série C  | José Alvarenga               | 4.000      | 0 (não possui)     |
| Queimados FC            | Queimados             | 1° participação | Júlio Kengen                 | 1.000      | 0 (não possui)     |
| Rio São Paulo           | Rio de Janeiro        | 26° da Série C  | Eduardo Viana                | 1.000      | 0 (não possui)     |
| Rubro Social            | Rio de Janeiro        | 13° da Série C  | Arena Guanabara              | 10.000     | 0 (não possui)     |
| São José-RJ             | Itaperuna             | 1° participação | Ferreirão                    | 1.000      | 0 (não possui)     |
| Serrano                 | Petrópolis            | 1° participação | Atílio Marotti               | 8.500      | 1 (último em 1992) |
| Santa Cruz-RJ           | Rio de Janeiro        | 1° participação | Eduardo Guinle               | 6.550      | 0 (não possui)     |
| Tomazinho               | São João de Meriti    | 1° participação | Eduardo Viana                | 1.000      | 1 (último em 1996) |
| União de Marechal       | Rio de Janeiro        | 1° participação | Luso-Brasileiro              | 5.994      | 0 (não possui)     |
| Villa Rio               | Rio de Janeiro        | 11° da Série C  | Eustáquio Marques            | 4.000      | 0 (não possui)     |
| Centro Esportivo Yasmin | Rio de Janeiro        | 1° participação | Figueira de Melo             | 4.000      | 0 (não possui)     |

Algumas equipes utilizam estádios sedidos por outras equipes.

## Equipes desistentes
Por motivos financeiros as equipes abaixo não participarão do Campeonato Carioca - Série C, de 2011.
- La Coruña
- Nova Cidade
- Três Rios